# Міколаюв (Казімерський повіт)
Міколаюв (пол. Mikołajów) — село в Польщі, у гміні Чарноцин Казімерського повіту Свентокшиського воєводства.
Населення — 111 осіб (2011).
У 1975-1998 роках село належало до Келецького воєводства.

## Демографія
Демографічна структура на день 31 березня 2011 року:
|          | Загалом | Допрацездатний вік | Працездатний вік | Постпрацездатний вік |
| -------- | ------- | ------------------ | ---------------- | -------------------- |
| Чоловіки | 58      | 9                  | 42               | 7                    |
| Жінки    | 53      | 8                  | 30               | 15                   |
| Разом    | 111     | 17                 | 72               | 22                   |